# Lebadea wallacei
Lebadea wallacei är en fjärilsart som beskrevs av Moore 1898. Lebadea wallacei ingår i släktet Lebadea och familjen praktfjärilar. Inga underarter finns listade i Catalogue of Life.